# Pablo Yoma
Pablo Yoma Syrjäläinen (9 de julio de 1962) es un exfutbolista profesional chileno que se desempeñó como defensa central.

## Trayectoria
Estudió en el Colegio del Verbo Divino.
Jugó en Universidad Católica en la década de los 80´ y principios de los 90´, donde obtuvo los títulos de Copa Chile 1983, Copa República 1984, Torneo Oficial 1984 y 1987, además de la Liguilla Pre-Libertadores 1985 y 1989, y algunas competencias internacionales de preparación como el Trofeo Ciudad de Palma en donde le ganaron ni más ni menos que al FC Barcelona y el Trofeo Ciudad de Alicante derrotando al Hércules CF.
En 1984 disputó la semifinal de Copa Libertadores junto al club cruzado.
Su carácter aguerrido en la cancha queda de manifiesto en los intensos Clásicos Universitarios de 1987.
Luego de su paso por el equipo franjeado, formó parte de los planteles de Everton en 1991 y Fernández Vial en 1992, donde formó parte del equipo que terminó descendiendo a la Primera B.Luego de esa temporada, tras no contar para el cuadro cruzado, y debido a una rebelde lesión en la rodilla, se retiró del fútbol.

## Clubes
| Club                      | País  | Año       |
| ------------------------- | ----- | --------- |
| Universidad Católica      | Chile | 1982-1990 |
| → Everton (cedido)        | Chile | 1991      |
| → Fernández Vial (cedido) | Chile | 1992      |

## Palmarés

### Títulos nacionales
| Título           | Equipo               | País  | Año  |
| ---------------- | -------------------- | ----- | ---- |
| Copa Chile       | Universidad Católica | Chile | 1983 |
| Copa República   | Universidad Católica | Chile | 1983 |
| Primera División | Universidad Católica | Chile | 1984 |
| Primera División | Universidad Católica | Chile | 1987 |

### Torneos internacionales
| Título                               | Equipo               | País  | Año  |
| ------------------------------------ | -------------------- | ----- | ---- |
| Torneo Internacional de Croix Sub-19 | Universidad Católica | Chile | 1980 |